# Paul Alan Yule

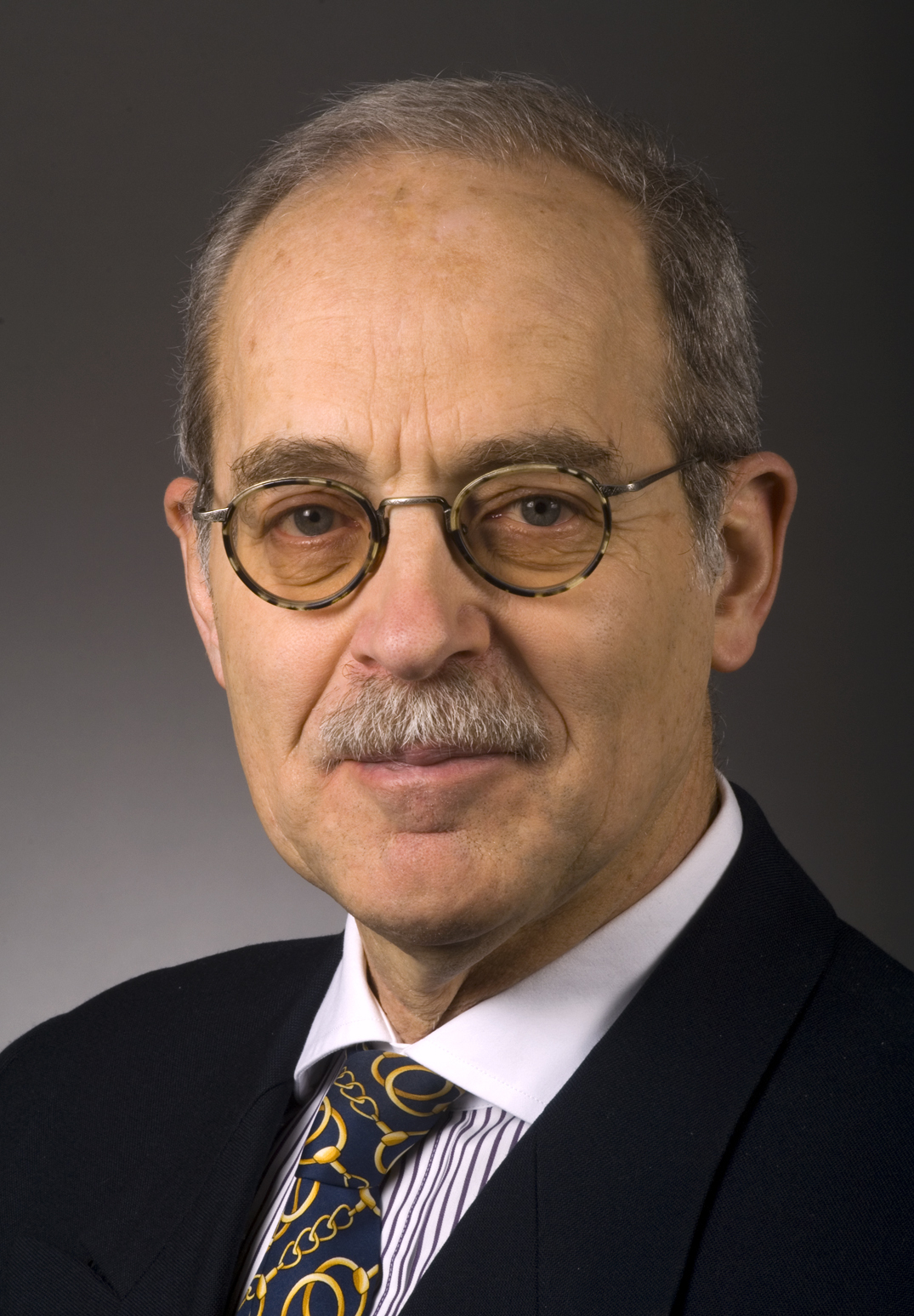

Paul Alan Yule (*18 sierpnia 1947 w Minneapolis), archeolog i wykładowca akademicki w Heidelbergu.
Paul Yule studiował na Uniwersytecie Minnesoty i Uniwersytecie w Nowym Jorku (Instytut Sztuk Pięknych). Habilitował się na Uniwersytecie Karla-Ruprechta w Heidelbergu, gdzie od 2004 wykłada jako profesor nadzwyczajny w Katedrze Semitystyki Seminarium Języków i Kultur Bliskiego Wschodu. Specjalizuje się w obszarze Arabii i Południowej Azji, wykorzystując do badań metody przyrodoznawcze, szczególnie geoinformatykę.
W swojej dysertacji Early Cretan Seals (Wczesne pieczęcie kreteńskie) Yule podjął się klasyfikacji i datacji stempli okresu wczesnego i średniego brązu na minojskiej Krecie. W latach 90. badał i katalogował, początkowo z wykorzystaniem tradycyjnych europejskich metod badawczych, miedziane artefakty tzw. kultury skarbów miedzianych (Copper Hoard Culture) w północnych Indiach. Liczne przedmioty tej kultury odkryto w szkole klasztornej Kanya Gurukul sekty Arya Samaj w Narela/Haryana. Zdają się one nie posiadać żadnej funkcji praktycznej, a ich znaczenie wyjaśniać można w kategoriach ofiary. Badania w zakresie archeometalurgii prowadził Yule we współpracy z Deutsches Bergbau-Museum (Niemieckie Muzeum Górnictwa) w Bochum.
Następnie prowadził on dokumentację wczesnohistorycznej twierdzy Sisupalgarh w stanie Orissa (Indie) przy użyciu skanera laserowego, radaru penetrującego i odbiornika GPS. Znalezisko z cmentarza epoki żelaza w Sankarjang/Orissa może być uważane za pierwszy instrument muzyczny Azji Południowej. W latach 2001–2004 dokumentował kolejne starożytne twierdze na terenie Indii, zwłaszcza w stanach Orissa i Chhattisgarh.
Od 1982 Yule interesował się archeologią sułtanatu Omanu. Jeden z jego projektów badawczych dotyczył datowanych na 3. tysiąclecie przed Chr. ok. 80 wież grobowych w Jaylah na wzgórzu Jebel Akhdar. Przedislamskie cmentarze w Samad al-Shan są źródłem wiedzy na temat czasów po narodzeniu Chrystusa w Omanie. Zawierają one artefakty z różnych okresów przedislamskich. Podczas kolejnego projektu Yule wraz z Gerdem Weisgerberem katalogizował i analizował znaleziska metalowe ze zbiorowego grobu okresu Umm an-Nar, największego zbioru przedmiotów (tzw. „skarbu”) z obszaru Bliskiego Wschodu, pochodzących w przeważającej części z okresu wczesnego żelaza.
Od roku 1998 Yule kieruje ekspedycją Uniwersytetu w Heidelbergu do Zafar w Jemenie. W 2002 pod jego kierownictwem i ze wsparciem jemeńskiej służby starożytności odnowiono i wyposażono na nowo tamtejsze muzeum. Punktem ciężkości tej ekspedycji jest okres późnego antyku. Liczne rzeźby z wykopalisk oraz zbiorów Muzeum Zafar stanowią podstawę do analizy stylu tej epoki w starożytnej południowej Arabii. Reliefową figurę z Zafar o wys. 1,7m interpretuje Yule jako przedstawienie króla (ok. 500).